# گری سانچز پروداکشنز
گری سانچز پروداکشنز (انگلیسی: Gary Sanchez Productions) شرکت رسانه‌ای و سرگرمی آمریکایی است، که در سال ۲۰۰۶ توسط ویل فرل و آدام مک‌کی تأسیس شد.